# Rajdowe Samochodowe Mistrzostwa Polski 1966
Ten artykuł dotyczy sezonu 1966 Rajdowych Samochodowych Mistrzostw Polski.

## Kalendarz[1]
| Runda | Data           | Nazwa rajdu                 | Baza rajdu | Nawierzchnia  | Zwycięzca        | Raport |
| 1     | 20-22 maja     | 10. Rajd Dolnośląski        |            | asfalt        | Sobiesław Zasada | Wyniki |
| 2     | 4-6 sierpnia   | 26. Rajd Polski             | Kraków     | asfalt/szuter | Sobiesław Zasada | Wyniki |
| 3     | 23-25 września | 16. Rajd Wisły              |            | asfalt        | Sobiesław Zasada | Wyniki |
| 4     | 10-12 grudnia  | 3. Rajd Ziemi Białostockiej | Białystok  | lód/śnieg     | Jerzy Bednarski  | Wyniki |

## Klasyfikacje Rajdowych Samochodowych Mistrzostw Polski 1966[1]
- Punktacja RSMP:

Podział samochodów rajdowych według międzynarodowych regulaminów FIA:
- Grupa I - samochody turystyczne seryjne - produkowane w ilości co najmniej 5000 egzemplarzy w ciągu roku.
- Grupa II - samochody turystyczne - produkowane w ilości co najmniej 1000 egzemplarzy w ciągu roku.
- Grupa III - samochody GT - produkowane w ilości co najmniej 500 egzemplarzy w ciągu roku.

Grupy I i II podzielone były na klasy według pojemności silnika:
- klasa 1 - do 1000 cm3
- klasa 2 - do 1600 cm3
- klasa 3 - do 2500 cm3
- klasa 4 - powyżej 2500 cm3

Inny podział obowiązywał w polskich rajdach. Samochody startujące w RSMP podzielone były na grupy: 
- Grupa A - samochody seryjne, bez przeróbek
- Grupa B - samochody z przeróbkami.

Obie grupy podzielone były na klasy:
- klasa A 1 - do 600 cm3
- klasa A 2 - do 850 cm3
- klasa A 3 - do 1000 cm3
- klasa A 4 - do 1300 cm3
- klasa A 5 - do 1600 cm3
- klasa A 6 - pow. 1600 cm3
- klasa B 1 - do 850 cm3
- klasa B 2 - do 1300 cm3
- klasa B 3 - powyżej 1300 cm3

W każdej z klas prowadzona była odrębna klasyfikacja, nie było natomiast w RSMP klasyfikacji generalnej.
Klasa B 3
| Poz. | Kierowca                         | Samochód   | Suma pkt |
| ---- | -------------------------------- | ---------- | -------- |
| 1    | ?                                |            |          |
| 2    | Jerzy Bednarski Czesław Murawski | Fiat 600 D |          |

Klasa B 1
| Poz. | Kierowca                    | Samochód          | Suma pkt |
| ---- | --------------------------- | ----------------- | -------- |
| 1    | Sobiesław Zasada Ewa Zasada | Steyr Puch 660 TR |          |

Klasa A 4
| Poz. | Kierowca      | Samochód | Suma pkt |
| ---- | ------------- | -------- | -------- |
| 1    | Andrzej Nytko |          |          |

Klasa A 1-2
| Poz. | Kierowca          | Samochód | Suma pkt |
| ---- | ----------------- | -------- | -------- |
| 1    | Kazimierz Jaromin |          |          |